# Den helige Johannes Döparens dag
Den helige Johannes Döparens dag eller Johannes Döparens dag är en kristen helg i kyrkoåret, tillägnad minnet av Johannes Döparens födelse. Den är en av kyrkoårets äldsta helger och firas traditionellt den 24 juni, sex månader före jul.
I Finland och Sverige har man flyttat helgen, så att man i Sverige från 1953 till 2002 firade den lördagen närmast 24 juni och sedan 2003 års evangeliebok söndagen som infaller den 21–27 juni, i Finland sedan 1955 lördagen närmast efter den 19 juni.
Dagen har sedan 1834, officiellt sedan 1977, firats som Québecs nationaldag. Dagen kallas Sankt Hansdag i Danmark och Norge och Johannistag på tyska.
Att Johannes Döparen föddes vid denna tid på året anses grundat på ett stycke i Lukas evangelium där det nämns att Johannes föddes sex månader före Jesus. Seden att fira denna högtid upptogs på 400-talet, omkring ett sekel efter det att man börjat fira Jesu födelse i juletid.

## Dagen i Svenska kyrkan
Dagen infaller i Svenska kyrkan den söndag som infaller 21–27 juni. Dagens liturgiska färg är vit.
Fram till 1952 firade Svenska kyrkan midsommar på Den helige Johannes Döparens dag den 24 juni (som fortfarande är namnsdagslös). Midsommardagen och Den helige Johannes Döparens dag flyttades därefter till närmaste lördag. Därmed utgjorde dagen, med temat "Skapelsen och Frälsningen", tillsammans med söndagen en dubbelhelg. Sedan 2003 års evangeliebok har dubbelhelgen givits ett nytt innehåll även för söndagen, så att lördagen ägnas åt skapelsen och söndagen åt frälsningen. 
Temat för dagens bibeltexter enligt evangelieboken är Den Högstes profet:, och en välkänd text är den text ur Lukasevangeliet, där Sakarias får beskedet att han på ålderns höst ska få en son.
De här bibelställena är de texter som enligt evangelieboken används för att belysa dagens tema: 
| Första årgången                | Andra årgången                      | Tredje årgången                     | Psaltarpsalm |
| Jes 49:1-2 Apg 19:4 Luk 1:5-17 | Jer 22:1-4 Apg 13:16-25 Luk 1:57-66 | Jes 42:5-9 Apg 10:37-38 Luk 1:67-80 | Ps 96        |

Föregående dag i evangelieboken är Midsommardagen och efterföljande dag är Den helige Mikaels dag.

### Fotnoter
1. ↑  ”Den helige Johannes Döparens dag”. Svenska kyrkan. https://www.svenskakyrkan.se/troochandlighet/kyrkoarets-bibeltexter?helgdag=57. Läst 27 november 2015.